# Hennebergisches Lehensverzeichnis
Das Hennebergische Lehensverzeichnis (auch Hennebergisches Urbar) dokumentiert die Lehen der Grafen von Henneberg Anfang des 14. Jahrhunderts.
Das Verzeichnis wird in der Literatur üblicherweise auf 1317 datiert, es ist aber in der Phase von 1332 bis 1340 entstanden.
Das Verzeichnis ist eine frühe Quelle, welches auch Orte im westlichen Fichtelgebirge beschreibt, die zu den verstreuten Besitzungen der Grafen Berthold und Sohn Heinrich gehören. Erstgenannt ist die Herrschaft Rudolfstein, die mit der Familie von Hirschberg besetzt war. Die Besitzungen erstrecken sich über Orte im Raum Bischofsgrün, Gefrees und Münchberg. Zahlreiche Wüstungen werden genannt, dazu zählen u. a. Berngrün, Hausgrün, Mühlhausen, Saldorf bei Oppenroth und Putzenreuth.